# Mistrzostwa Świata w Półmaratonie 2003
12. Mistrzostwa Świata w Półmaratonie – zawody lekkoatletyczne, które zostały zorganizowane w portugalskiej miejscowości Vilamoura 4 października 2003 roku. W imprezie nie brali udziału reprezentanci Polski.

## Rezultaty

### Mężczyźni
|               | Złoto                                                      | Srebro                                                    | Brąz                                                 |
| Indywidualnie | Martin Lel 1:00:49                                         | Fabiano Joseph Naasi 1:00:52                              | Martin Sulle 1:00:56                                 |
| Drużynowo     | Tanzania · Fabiano Joseph Naasi · Martin Sulle · John Yuda | Kenia · Martin Lel · John Cheruiyot Korir · Yusuf Songoka | Etiopia · Tesfaye Tola · Dereje Adere · Mesfin Hailu |

### Kobiety
|               | Złoto                                                          | Srebro                                                     | Brąz                                                              |
| Indywidualnie | Paula Radcliffe 1:07:35                                        | Berhane Adere 1:09:02                                      | Benita Johnson 1:09:26                                            |
| Drużynowo     | Rosja · Lidija Grigoriewa · Ałła Żyłajewa · Ludmiła Biktaszowa | Japonia · Mikie Takanaka · Takako Kotorida · Risa Hagiwara | Rumunia · Constantina Diță-Tomescu · Luminița Talpoș · Nuta Olaru |